# Bassirou Diomaye Faye
Bassirou Diomaye Diakhar Faye (Ndiaganiao, 25 de março de 1980), conhecido popularmente como Diomaye, é um político senegalês e ex-inspetor fiscal que serve como o 5º e atual presidente do Senegal desde 2 de abril de 2024. Ele é o secretário-geral do partido banido PASTEF e venceu as eleições presidenciais senegalesas de 2024 no lugar do candidato desqualificado Ousmane Sonko.